# Praska poczta pneumatyczna

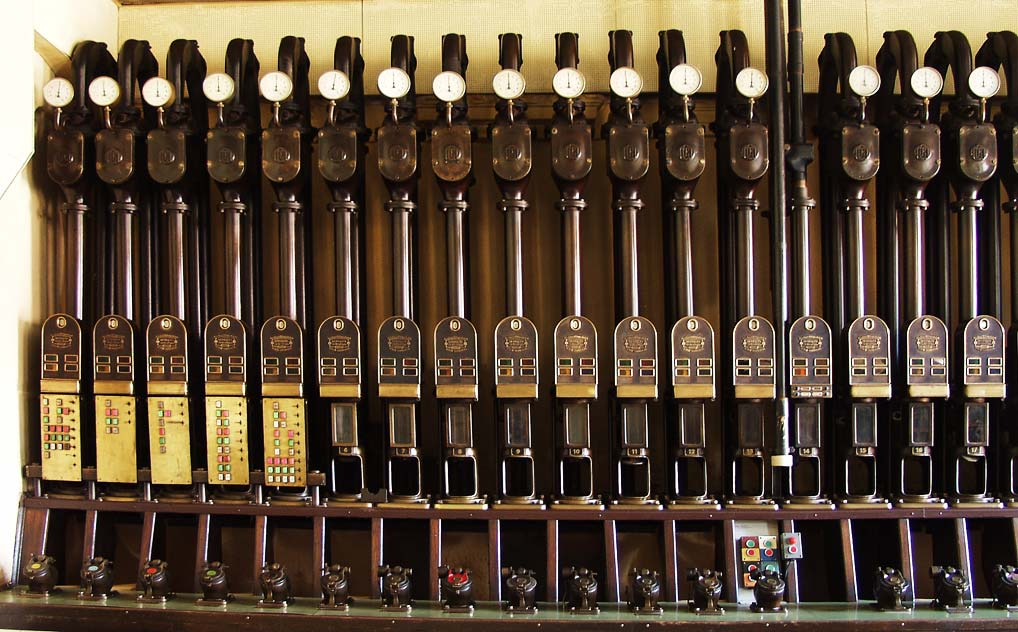
Główny panel kontrolny poczty

Praska poczta pneumatyczna (cz. Pražská potrubní pošta) – ostatni zachowany miejski system poczty pneumatycznej. Składa się z sieci metalowych rur znajdujących się pod centrum Pragi, mających łącznie 55 km długości. Rozpoczęła działanie w 1889 roku i była używana przez banki, instytucje rządowe oraz media do sierpnia 2002, kiedy to system uszkodziła powódź. Dotychczasowy właściciel Telefónica O2 Czech Republic nie był zainteresowany remontem sieci. W 2012 roku system zakupiony został przez przedsiębiorstwo Wind.com. Celem nowego właściciela jest przywrócenie do ruchu niektórych tras i udostępnienie ich do użytku dla turystów i szkół. Jako pierwsza ma zostać reaktywowana trasa z Poczty Głównej na zamek.

## Budowa

### Przewody
Przewody zbudowane są ze stalowych rur o średnicy 65 mm i o grubości ścianek 2,5–3 mm. Połączone są one przez czternastocentymetrowe łączniki zapewniające gładkość połączeń spawanych i ich szczelność. By zapobiec powstawaniu przyspieszających korozję prądów błądzących, co jakiś czas na przewodzie umieszczone są ceramiczne izolatory. Podziemne rury zabezpieczone są przed środowiskiem zewnętrznym poprzez warstwę włókna szklanego i bitumu. Przewody zwykle zakopane są pod powierzchnią praskich chodników na głębokości 80–120 cm. Wewnątrz budynków rury zabezpieczone są jedynie antykorozyjną farbą.
Dla zakrętów w przewodach podziemnych minimalny promień łuku wynosi 250 cm, jednak najczęściej stosowany jest promień 300 cm. Wewnątrz budynków minimalny dozwolony promień jest mniejszy i wynosi 200 cm. Są to rury gięte w normalnej temperaturze przy wykorzystaniu specjalnie zbudowanej do tego celu maszyny. 
Wzdłuż każdego przewodu położony był też kabel pozwalający na komunikację i sterowanie poszczególnymi elementami sieci.
Każdy segment miejskiej sieci wyposażony jest w studzienkę inspekcyjną pozwalającą na konserwację przewodu bądź usunięcie zeń zaciętej kapsuły. Do tego celu wykorzystywało się ciśnienie dochodzące do 30 atmosfer, pozwalające na przepchnięcie nawet ciężkiej, zaklinowanej kapsuły.

### Kapsuły

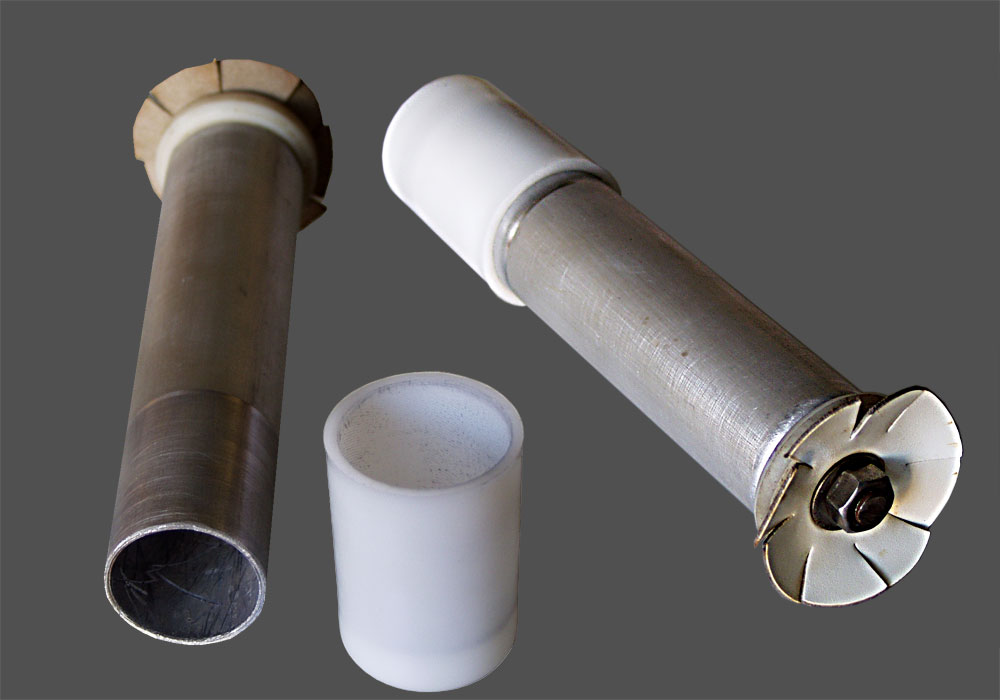
Dwie standardowe kapsuły transportowe

System korzystał z kapsuł o średnicy zewnętrznej 48 mm i długości 200 mm. Zakończone były one z jednej strony plastikową, 57-milimetrową obręczą zmniejszającą tarcie, a z drugiej strony kołnierzem z elastycznego tworzywa sztucznego będącym uszczelnieniem pozwalającym na sprężenie powietrza za kapsułą. Pomiędzy kapsułą a ścianą przewodu pozostawało 8 mm przerwy, co umożliwiało swobodny ruch kapsuły wewnątrz rury.

### Jednostki napędowe

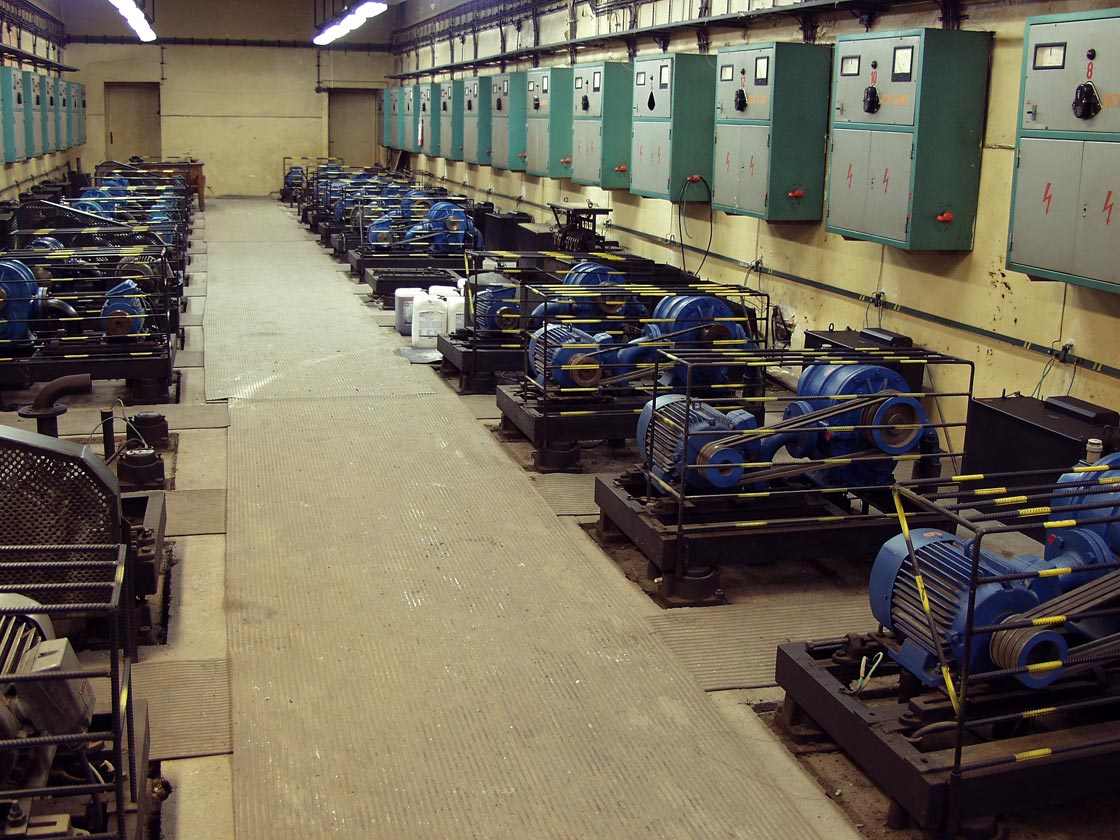
Pokój z jednostkami napędowymi w poczcie głównej na ul. Jindřišská

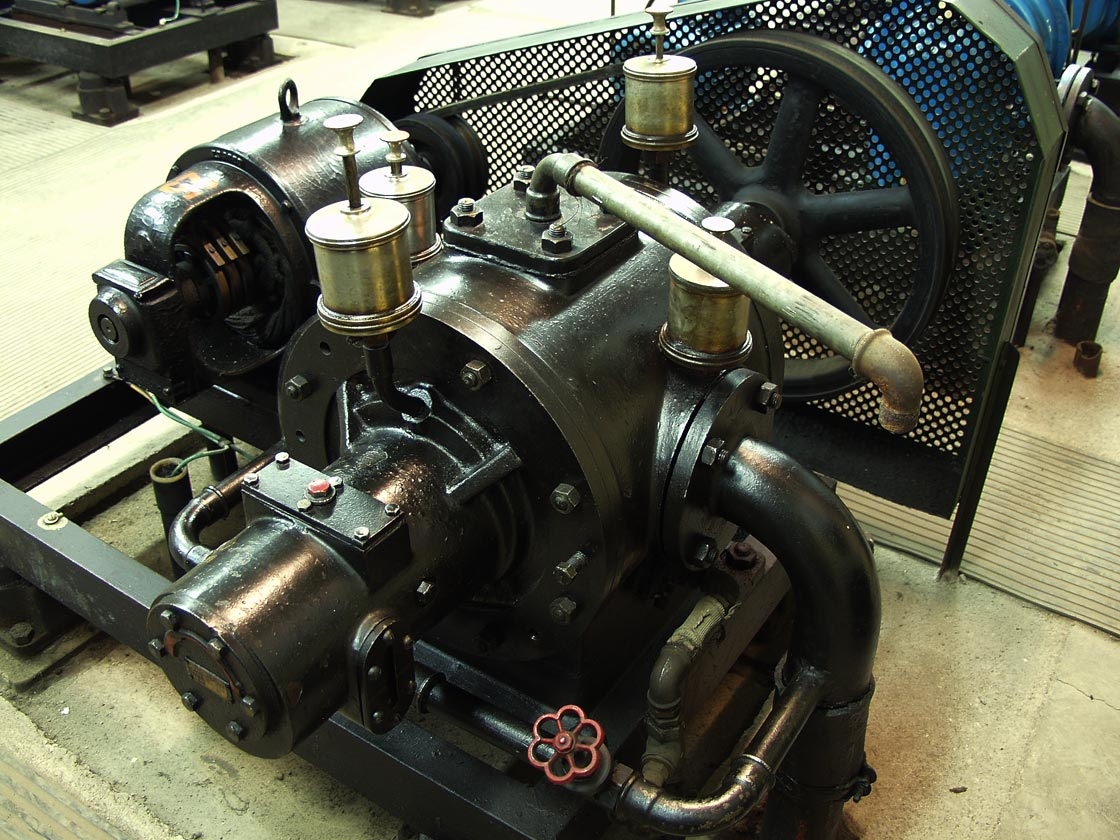
Oryginalna pompa łopatkowa z lat 30.

Każda linia wyposażona jest we własną jednostkę napędową składającą się z elektrycznej pompy. Każda pompa może obsługiwać 3 kilometry przewodu.
Pompy te mogą tłoczyć powietrze w obie strony, wytwarzając nadciśnienie lub podciśnienie w rurze. Pompy połączone są z przewodami poprzez T-kształtne przyłącza. Obie strony złączki wyposażone są w przełączniki aktywowane przez przesuwającą się kapsułę.
W czasie działania systemu pompa najpierw pracuje w trybie ssania, ciągnąc kapsułę do przyłącza. Zanim ta do niego dotrze, uderza w pierwszy przełącznik. Wtedy pompa przestawia się na tryb dmuchania. Zanim jednak rozpędzi się do maksymalnej mocy, kapsuła mija złącze siłą rozpędu i od tej pory jest już popychana przez sprężone powietrze.
Starsze pompy są typu łopatkowego z pojedynczą łopatą. Bardziej współczesne pompy są natomiast pompami tłokowymi.

### Transportowane ładunki
Kapsuły mogą być załadowane przesyłkami o maksymalnej szerokości 5 cm i długości 30 cm. Ich waga nie może przekraczać 3 kg. Zwykle transportowano zwinięte wiadomości i dokumenty, ale technicznie przez pocztę mógł zostać przesłany każdy ładunek spełniający powyższe warunki.
Niebezpieczne i żrące substancje mogące uszkodzić przewody były zabronione. Prędkość ruchu kapsuły mogła być regulowana, co pozwalało transportować delikatne ładunki.

### Linie i stacje

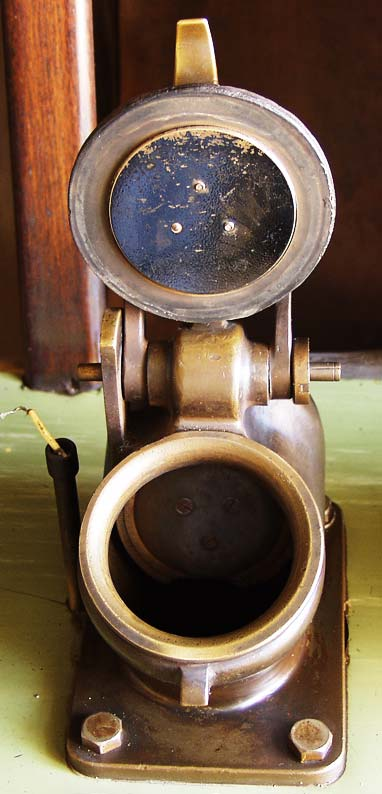
Wrzut do linii przesyłowej

Praska poczta pneumatyczna składa się z pięciu głównych linii zorganizowanych według topologii gwiazdy. Połączone są poprzez rozjazdy, koncentratory i linie subskrybentów poczty. Długość całej sieci wynosi około 55 kilometrów. Niektóre najbardziej używane segmenty sieci zawierają dwa przewody, po jednej na każdy kierunek ruchu kapsuł. Większość linii składała się jednak tylko z jednego przewodu, w którym kierunek ruchu determinowany jest poprzez tryb tłoczenia pompy. Główne linie łączyły poszczególne poczty i biura:
- ul. Jindřišská – Praga 2, Praga 3, Praga 10
- ul. Jindřišská – Praga 1, Praga 2
- ul. Jindřišská – Praga 5
- ul. Jindřišská – Praga 6
- ul. Jindřišská – Praga 7

Oryginalnie było 16 linii subskrybentów, ale tylko 7 przetrwało do dzisiaj. Zachowane są 24 stacje poczty. Sieć przekracza rzekę Wełtawę w trzech miejscach korzystając z mostów (Hlávkův most, Mánesův most, most Legií).

### Sterownia główna

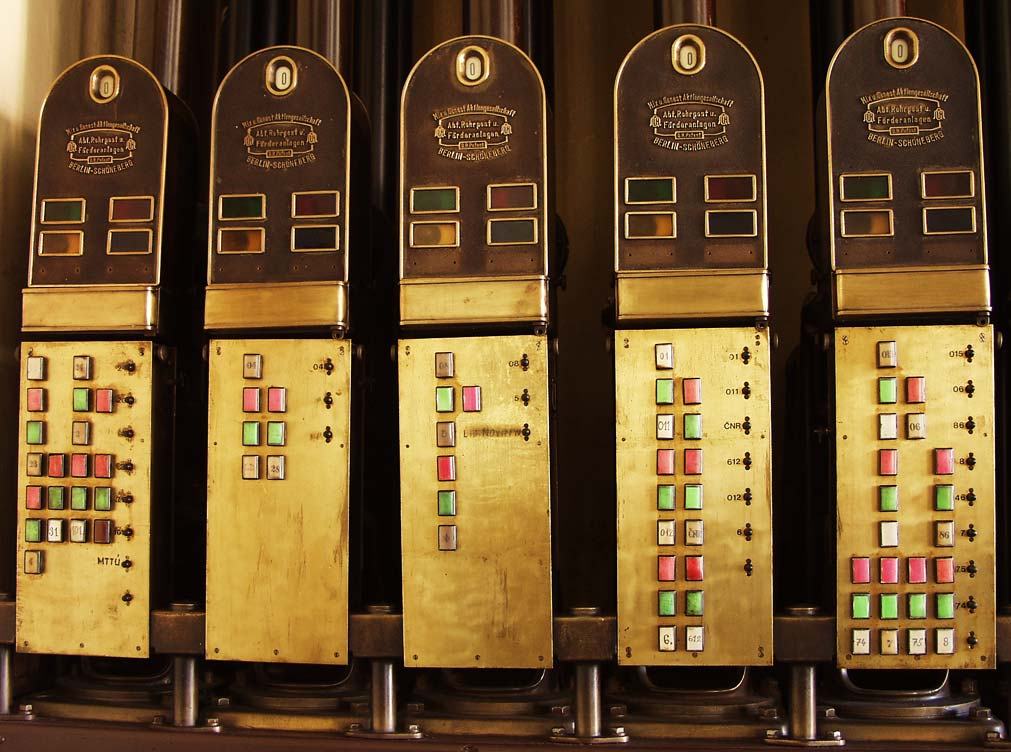
Panel kontrolny pięciu głównych linii zawierający liczniki, lampki sygnalizacyjne i przełączniki rozjazdów.

Wszystkie linie łączyły się w budynku poczty głównej na ul. Jindřišská. W tym miejscu wszystkie przesyłki były rejestrowane oraz kontrolowano i monitorowano system. Tutaj też przesyłki kierowane były z jednej linii do drugiej. Kapsuła była wyjmowana przez pracownika z kieszeni odbiorczej, spisywana i wkładana do wrzutu linii docelowej.
Stan danej linii był wskazywany poprzez lampki sygnalizacyjne na panelu kontrolnym. W jednej linii mogło znajdować się maksymalnie 10 kapsuł, wysyłanych z 30-sekundowymi przerwami. Takie sytuacje jednak rzadko zdarzały się w praktyce.
Wysyłanie kapsuły do linii odgałęźnej odbywało się według ustalonego wcześniej zamówienia, jako że rozjazdy mogły być przestawiane tylko przed rozpoczęciem przesyłu. Pierwsza kapsuła po przekierowaniu przestawiała rozjazd w jego pozycję domyślną, dzięki czemu podążające za nią kapsuły mogły poruszać się dalej linią główną. Wymagało to jednak wysłania zamówionej kapsuły jako pierwszej.